# NGC 7170
NGC 7170 ist eine linsenförmige Galaxie vom Hubble-Typ E-S0 im Sternbild Wassermann auf der Ekliptik. Sie ist schätzungsweise 371 Millionen Lichtjahre von der Milchstraße entfernt.
Das Objekt wurde im Jahre 1886 von Francis Leavenworth entdeckt.